# Aniksosaurus
Aniksosaurus là một chi khủng long, được R. D. Martínez & Novas mô tả khoa học năm 2006.